# Alchemilla impedicellata
Alchemilla impedicellata é uma espécie de rosácea do gênero Alchemilla, pertencente à família Rosaceae.